# Megarekin kontra krokozaurus
Megarekin kontra krokozaurus (ang. Mega Shark vs Crocosaurus) – amerykański film fantastyczno-naukowy z 2010 roku. Film jest kontynuacją filmu Mega rekin vs gigantyczna ośmiornica (2009). Był początkowo dystrybuowany w wersji wideo. 

## Treść
Prehistoryczny rekin z poprzedniej części przeżył i nadal stanowi zagrożenie. Jednak tym razem pojawia się kolejne niebezpieczeństwo ze strony lądu. W Afryce przebudził się prehistoryczny półkilometrowy krokodyl. Amerykańska marynarka wojskowa o pomoc w zabiciu olbrzymiego gada prosi znanego łowcę krokodyli Nigela Putnama.

## Obsada
- Jaleel White - Lt. Terry McCormick
- Gary Stretch - Nigel Putnam
- Sarah Lieving - agent Hutchinson
- Robert Picardo - Admiral Calvin
- Gerald Webb - Jean
- Dylan Vox - Butowski
- Hannah Cowley - Legatt
- Michael Gaglio - kapitan Smalls
- Jessica Irvine - kapitan USS Omaha
- Robert R. Shafer - Charlie Ross
- Darin Cooper - komandor Vail
- Luke Noll - Rogers McFreely